# اکسا کورپوریشن
اکسا کورپوریشن (انگلیسی: Exa Corporation) شرکت مهندسی آمریکایی است، که در سال ۱۹۹۱ تأسیس شد.